# ماتان أوهايون
ماتان أوهايون (بالعبرية: מתן אוחיון‏) (25 فبراير 1986 بأشدود في إسرائيل - ) هو لاعب كرة قدم إسرائيلي في مركز الدفاع. لعب مع مكابي حيفا ونادي رويال شارلروا ونادي هبوعيل إيروني كريات شمونة ونادي هبوعيل بئر السبع ونادي هبوعيل تل أبيب ونادي أسدود وHapoel Rishon LeZion F.C. ‏ وسقصيا نيس زيونا ‏ ومكابي بتاح تكفا.

## وصلات خارجية
- ماتان أوهايون على موقع قاعدة بيانات كرة القدم.إي يو (الإنجليزية)
- ماتان أوهايون على موقع AS.com (الإسبانية)